# Gross Schärhorn
Das Gross Schärhorn (3294 m ü. M.) bildet mit dem ca. 400 Meter westlich liegenden Chli Schärhorn (3234 m ü. M.) einen charakteristischen Doppelgipfel im Kanton Uri in der Schweiz. Er ragt zwischen dem hinteren Maderanertal und dem hinteren Schächental auf und befindet sich in einer nordwestlich des Tödi vorgelagerten Gebirgskette. Nordöstlich des Schärhorns folgen der Chammliberg, der Clariden, der Bocktschingel und der Gemsfairenstock. Südwestlich gehören der Chli- und der Gross Ruchen und die Gross Windgällen und die Chli Windgällen (2986 m ü. M., ⊙) zum gleichen Gebirgszug.
Als Tagestour führt die einfachste Route vom Klausenpass zur Chammlialp, dann über die Moränen des Griesfirn im steilen Aufstieg zur immer vergletscherten Chammlilücke (2854 m) und von dort zum Ostgrat des Gipfels. Der Ostgrat kann auch von der Hüfihütte im Süden oder von der Planurahütte im Osten über den Hüfifirn erreicht werden.

## Weblink
- Panorama vom Gipfel